# L'Armengol
L'Armengol, o l'Ermengol, és una masia del municipi de Sagàs (Berguedà) que forma part de l'Inventari del Patrimoni Arquitectònic de Catalunya.

## Descripció
És una masia senyorial de grans proporcions. El cos bàsic i central és una planta rectangular, amb el carener paral·lel a la façana orientada a migdia i coberta a doble vessant. Flanquejant aquest cos central es troben dues ales, seguint també l'esquema clàssic de masia, més massisses i tancant l'era de la casa, al cantó de llevant i ponent. El cos central és d'una gran elegància, obert pels porxos a cadascun dels tres pisos. A la planta baixa té tres grans arcades d'arc de mig punt; al primer pis un finestral també de mig punt i a les golfes el mateix nombre d'obertures. La resta de la masia té totes les obertures d'arc de mig punt, de proporcions més petites, o de llinda.

## Història
La gran masia de l'Armengol correspon bàsicament a l'obra del segle xvii i xviii, però la masia ja s'esmenta al segle xvi. En el fogatge de l'any 1553 la masia de l'Armengol s'inclou dins el terme de Merlès, malgrat pertànyer a Sagàs. De la família de l'Armengol la documentació enregistra l'any 1563 a mossèn Pere Armengol, rector de la parròquia de Santa Maria de la Quar. Al segle xvi, la casa pagava una tasca de pa i vi i també un parell de gallines al monestir de la Portella, en concepte de cens. La Masia de l'Armengol fou fogatjada l'any 1553; "Armangol" pertanyen al terme i parròquia de Sagàs.